# Oskar Heinroth
Oskar Heinroth (Kastel, Wiesbaden in Duitsland, 1 maart 1871 - Berlijn, 31 mei 1945) was een Duitse zoöloog (ornitholoog). Hij werd international erkend om zijn vergelijkend gedragsonderzoek aan vogels en introduceerde de term ethologie (gedragsonderzoek) als natuurwetenschappelijke vakwetenschap. Van 1911 tot 1913 was hij de stuwende kracht bij de oprichting en de bouw van het aquarium van de Zoologischer Garten Berlin. Tot zijn dood was hij directeur/conservator van het aquarium.

## Biografie
Oskar Heinroth werd geboren op 1 maart 1871 in Mainz-Kastel, nu een buitenwijk van Wiesbaden. Hij studeerde geneeskunde in Leipzig, Halle en Kiel. In 1895 promoveerde hij in Kiel op een proefschrift getiteld "Untersuchungen über den Fischharn" (Onderzoek naar de urine van vis). In Kiel hield hij zich intensief bezig met de jacht op watervogels en deed hij waarnemingen aan vrij levende ganzen en reptielen. Tijdens de vervulling van zijn zijn militaire dienstplicht als arts in Hamburg-Altona bracht hij zijn vrije tijd door in de dierentuin en ontleedde daar de dieren die er waren doodgegaan. In de herfst van 1896 ging hij naar Berlijn en werkte daar als vrijwilliger aan de dierentuin en ook aan het Museum für Naturkunde. In het museum hield hij zich vooral bezig met de vogelcollectie waar hij studie maakte van het ruiproces bij vogels.
Tussen juli 1900 en oktober 1901 was Heinroth deelnemer aan de eerste wetenschappelijke Duitse expeditie naar Duits Nieuw-Guinea gefinancierd en geleid door Bruno Mencke. Mencke overleefde deze reis niet, de onderzoekers werden op het eiland Mussau (Sint-Matthias-eilanden) met speren aangevallen; Heinroth werd gewond. Terug in Duitsland schreef Heinroth een reisverslag en een overzicht van de verzamelde vogelsoorten. Heinroth is soortauteur van drie nieuwe soorten waaronder de zwartborstwaaierstaart (Rhipidura matthiae) en vier ondersoorten.
In 1904 kreeg hij een betaalde baan als medewerker aan de dierentuin in Berlijn. Het lukte hem tussen 1898 en 1913 om alle Europese eendensoorten in de dierentuin te fokken. Hij bestudeerde het baltsgedrag van de diverse soorten en kruiste sommige soorten met elkaar. Al in 1906 ontdekte hij op deze manier dat bepaalde gedragingen van deze vogels erfelijk bepaald waren. Ook bestudeerde hij de ontwikkeling van het gedrag van de kuikens van ganzen en zwanen tot volwassen vogels. Ook hier toonde hij aan dat gedragingen net als louter lichamelijke kenmerken, een soortspecifieke en erfelijke (fylogenetisch) basis hebben.
Heinroth ontdekte dat kuikens van ganzen die door een broedmachine waren uitgebroed en door een persoon uit de broedmachine werden gehaald, niet de volwassen gans van dezelfde soort, maar de mens als ouder accepteerden. De kuikens accepteerden de oudergans wel als contact tussen mens en kuikens werd voorkomen. Hij noemde dit leerproces "Prägung", inprenting. Ook andere typische gedragingen zoals imponeergedrag bij ganzen, werden door hem beschreven. De later veel meer bekende gedragsbioloog Konrad Lorenz was een leerling van Heinroth en hij nam deze terminologie over en populariseerde de bestudering van diergedrag. In 1973 ontving Lorenz samen met Karl von Frisch en Niko Tinbergen de Nobelprijs voor de Fysiologie of Geneeskunde. Overigens bleek dat de Engelse natuuronderzoeker Douglas Alexander Spalding (1840 - 1877) veel eerder het verschijnsel inprenting had beschreven.
In 1904 trouwde hij met Magdalena Wiebe. Tot haar dood in 1932 werkte zij met Heinroth samen en was co-auteur van een aantal van zijn boeken. In 1933 trouwde hij met de bioloog dr Katharina Berger. In 1936 werd Heinroth gekozen als lid van de Deutsche Akademie der Wissenschaften Leopoldina. Op 31 mei 1945 overleed Oskar Heinroth, een paar maanden na de vernietiging door artillerievuur van het Rode Leger op de naast de dierentuin gelegen luchtdoelgeschutbunker (Flakturm). Hij stierf aan longontsteking, die hij opgelopen onder andere door het verblijf in vochtige schuilkelders. Tot op het laatste moment, vanaf zijn ziekbed had hij instructies gegeven over de verzorging van de dieren tijdens en na de bombardementen. Heinroth werd gecremeerd en de as werd in de dierentuin begraven. Zijn echtgenote dr. Katharina Heinroth werd wetenschappelijk directeur van de Zoologischer Garten en was nauw betrokken bij de wederopbouw van de dierentuin.

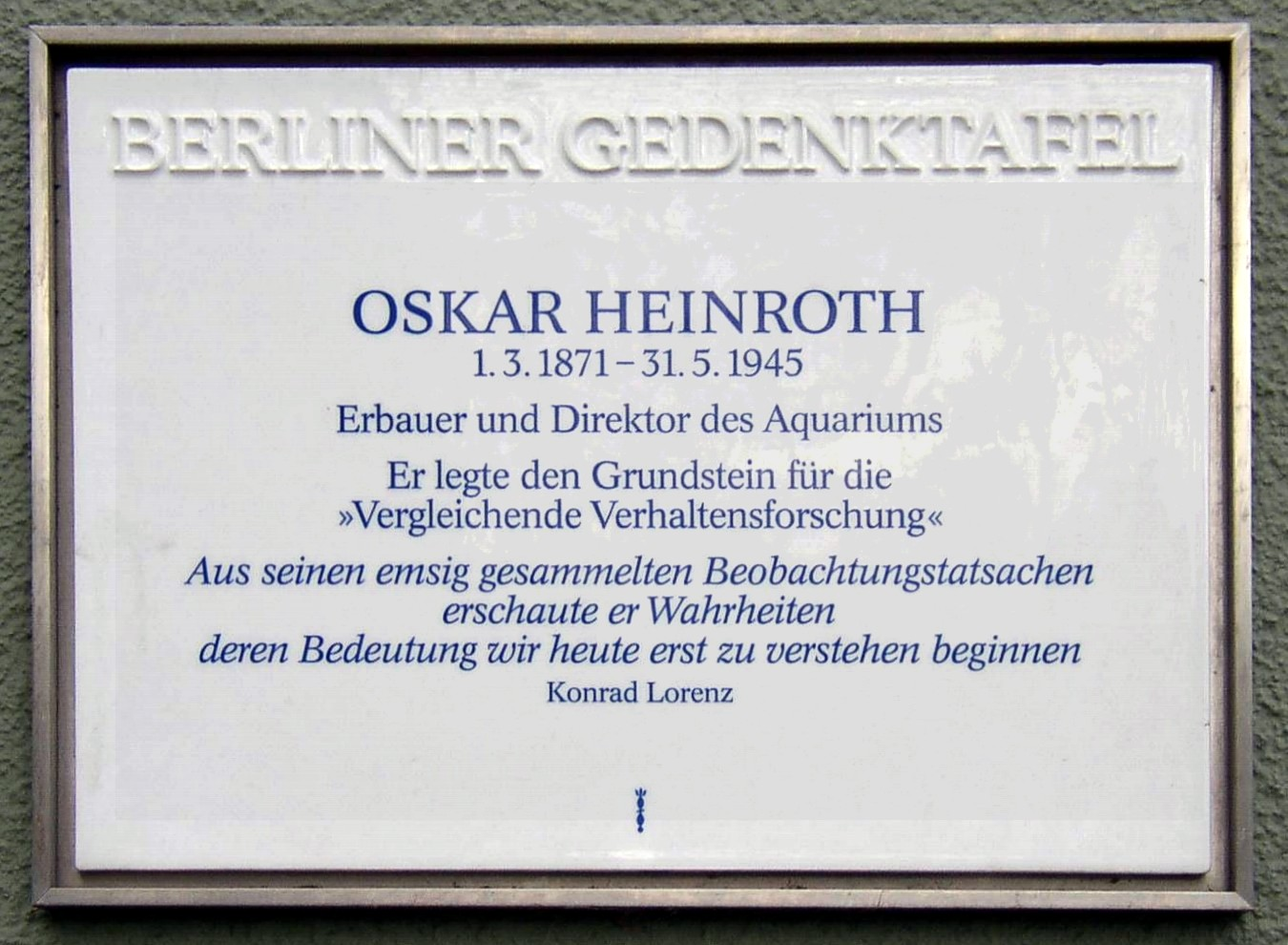
Gedenksteen in de dierentuin van Berlijn

## Publicaties (selectie)
- Beiträge zur Biologie, namentlich Ethologie und Psychologie der Anatiden. In: Verhandlungen des V. Internationalen Ornithologen-Kongresses in Berlin, 30. Mai bis 4. Juni 1910. Deutsche Ornithologische Gesellschaft, Berlin 1911, S. 559–702.
- Oskar Heinroth, Magdalena Heinroth: Die Vögel Mitteleuropas. In allen Lebens- und Entwicklungsstufen photographisch aufgenommen und in ihrem Seelenleben bei der Aufzucht vom Ei ab beobachtet, 4 delen, Bermühler, Berlin 1924–1934.
- Aus dem Leben der Vögel. Geredigeerd door Katharina Heinroth. 2de herziene uitgave, Springer, Berlin, Göttingen, Heidelberg 1955 Engelse uitgave 1958.

- Gemeinsame Normdatei: 118709909
- International Standard Name Identifier: 0000 0001 0980 605X
- Library of Congress Control Number: n85816783
- Nationale Bibliotheek van Tsjechië: ola2009488297
- Nationale Bibliotheek van Israël: 987007262429805171
- Nationale Bibliotheek van Polen: a0000002332125
- Nederlandse Thesaurus van Auteursnamen: 07054574X
- Système universitaire de documentation: 16220213X
- Virtual International Authority File: 64802132
- WorldCat: E39PBJppv6kgrkR6G6dh3vD8YP